# Mahamudra

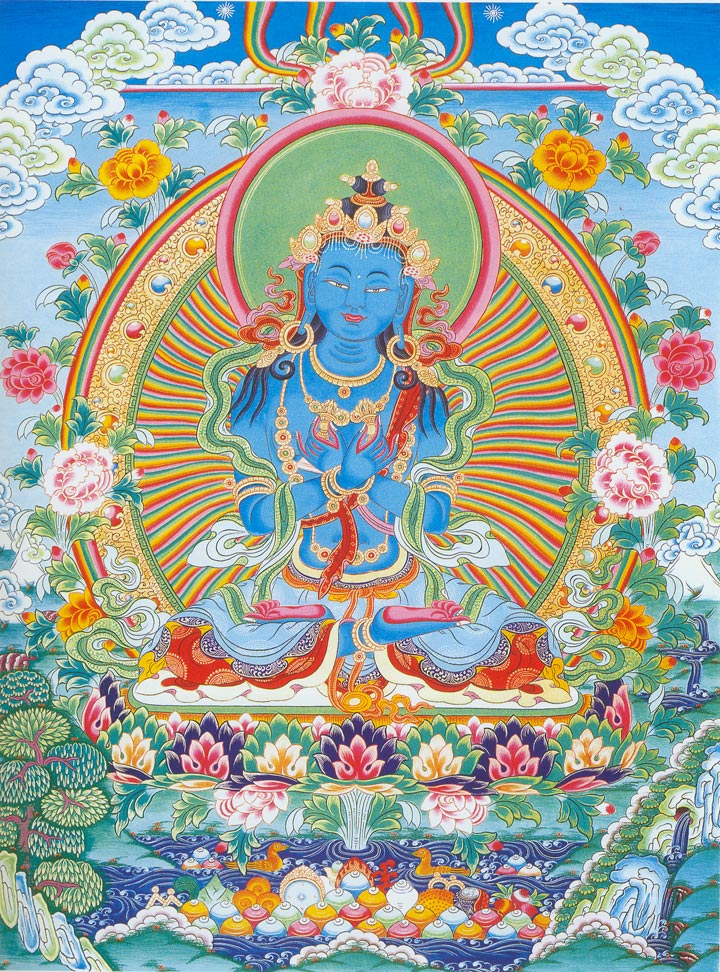
Vajradhara, de couleur bleu, tenant dans ses mains un vajra et une cloche rituelle. Il aurait transmis la Mahamoudra à Tilopa.

La Mahamudra ou Mahamoudra (sanskrit : महामुद्रा ; IAST : mahāmudrā ; tibétain : ཕྱག་རྒྱ་ཆེན་པོ་, Wylie : Phyag-rgya chen-po, THL : Chagya Chenpo ou tibétain : ཕྱག་ཆེན, Wylie : phyag chen, THL : Chachen), « Grand Symbole » ou « Grand Sceau » désigne un système de méditation utilisé dans le bouddhisme pour atteindre l'éveil, la réalisation de la nature ultime de l'esprit et de la vacuité, pénétrant tous les phénomènes du saṃsāra et du nirvāṇa. Dans le bouddhisme tibétain cette méthode est principalement pratiquée par la lignée Kagyüpa, mais aussi dans les lignées Gelugpa et Sakyapa.
La  mahāmudrā (en) est également une position de Hatha-yoga décrite dans le chapitre III de la Haṭhayogapradīpikā.

## Histoire
La Mahāmudrā a initialement été développée en Inde avant d'être introduite au Tibet par Marpa Lotsawa (1012-1097). Lui-même ayant reçu ces enseignements de Naropa (les Six yogas de Naropa), disciple de Tilopa, qui en eut la révélation du Bouddha primordial Vajradhara.
Les principaux maîtres de l'Inde ayant transmis la Mahāmudrā sont : Saraha, Savaripa, Tilopa, Nāropa et Maitripa. 
Au Tibet, après son introduction par Marpa, les principaux maîtres tibétains ayant transmis la Mahāmudrā sont : Milarépa, Gampopa. Ces maitres étant à l'origine de la lignée Kagyüpa, la Mahāmudrā est donc aujourd'hui principalement enseigné dans cette tradition, mais aussi dans les lignées Gelugpa et Sakyapa.

## Le corps de la pratique
Le corps de la pratique est divisé en deux :
- Samatha / Chiné : exercice de quiétude mentale.
- Vipasyana / Lhagthong : méditation de la vision pénétrante.

## Citation
« De même qu'un pigeon lâché d'un bateau au milieu de l'océan ne peut rien faire d'autre que d'y retourner, de même, peu importe l'intensité de son activité, votre esprit ne peut que retourner à son état pacifié une fois que vous avez réalisé la quiétude mentale. »